# Local government area del Nuovo Galles del Sud
Le Local Government Area del Nuovo Galles del Sud, in Australia, sono continuamente oggetto di periodiche ristrutturazioni e razionalizzazioni amministrative da parte del governo statale, che hanno provocato fusioni di aree prima distinte.
Nel 2012 vi erano 152 LGA nel Nuovo Galles del Sud, oltre a due aree non incorporate; qui sotto se ne riporta la lista:
| Denominazione                             | Sede del consiglio        | Area (km²) | Abitanti (2010) |
| ----------------------------------------- | ------------------------- | ---------- | --------------- |
| Municipalità di Ashfield                  | Ashfield                  | 8          | 42 787          |
| Municipalità di Auburn                    | Auburn                    | 32         | 78 597          |
| Città di Blacktown                        | Blacktown                 | 240        | 307 816         |
| Città di Botany Bay                       | Mascot                    | 26,75      | 40 463          |
| Municipalità di Burwood                   | Burwood                   | 7          | 33 803          |
| Municipalità di Camden                    | Camden                    | 201        | 56 809          |
| Città di Campbelltown                     | Campbelltown              | 312        | 153 222         |
| Città di Canada Bay                       | Drummoyne                 | 20         | 78 735          |
| Città di Canterbury Bankstown             | Bankstown                 | 110,8      | 346 302         |
| Città di Fairfield                        | Wakeley                   | 102        | 196 567         |
| Contea di The Hills                       | Castle Hill               | 401        | 179 716         |
| Città di Holroyd                          | Merrylands                | 40         | 102 188         |
| Contea di Hornsby                         | Hornsby                   | 462        | 164 034         |
| Municipalità di Hunter's Hill             | Hunters Hill              | 6          | 14 591          |
| Città di Hurstville                       | Hurstville                | 23         | 80 823          |
| Municipalità di Kogarah                   | Kogarah                   | 19,51      | 59 200          |
| Municipalità di Ku-Ring-Gai               | Gordon                    | 86         | 114 142         |
| Municipalità di Lane Cove                 | Lane Cove                 | 11         | 33 335          |
| Municipalità di Leichhardt                | Leichhardt                | 11         | 55 596          |
| Città di Liverpool                        | Liverpool                 | 305,5      | 185 481         |
| Municipalità di Manly                     | Manly                     | 15         | 41 925          |
| Municipalità di Marrickville              | Petersham                 | 17         | 79 215          |
| Municipalità di Mosman                    | Mosman                    | 9          | 29 232          |
| Municipalità di North Sydney              | North Sydney              | 10,9       | 64 795          |
| Città di Parramatta                       | Parramatta                | 61         | 172 333         |
| Città di Penrith                          | Penrith                   | 404,9      | 186 221         |
| Municipalità di Pittwater                 | Mona Vale                 | 91         | 59 847          |
| Città di Randwick                         | Randwick                  | 36         | 133 116         |
| Città di Rockdale                         | Rockdale                  | 28         | 103 164         |
| Città di Ryde                             | Ryde                      | 40,65      | 106 289         |
| Municipalità di Strathfield               | Strathfield               | 14,1       | 36 911          |
| Contea di Sutherland                      | Sutherland                | 335        | 220 835         |
| Città di Sydney                           | Sydney CBD                | 25         | 182 226         |
| Municipalità di Warringah                 | Dee Why                   | 150        | 145 865         |
| Municipalità di Waverley                  | Bondi Junction            | 9          | 69 420          |
| Città di Willoughby                       | Chatswood                 | 22,6       | 70 008          |
| Municipalità di Woollahra                 | Double Bay                | 12         | 56 005          |
| Città di Blue Mountains                   | Katoomba                  | 1 430      | 77 943          |
| Città di Gosford                          | Gosford                   | 940        | 168 188         |
| Città di Hawkesbury                       | Windsor                   | 2 776      | 64 030          |
| Contea di Wollondilly                     | Picton                    | 2 560      | 44 050          |
| Contea di Wyong                           | Wyong                     | 827        | 151 527         |
| Contea di Bellingen                       | Bellingen                 | 1 602      | 13 450          |
| Municipalità di Clarence Valley           | Grafton                   | 10 441     | 52 592          |
| Città di Coffs Harbour                    | Coffs Harbour             | 1 175      | 72 827          |
| Città di Greater Taree                    | Taree                     | 3 730      | 48 955          |
| Contea di Kempsey                         | Kempsey                   | 3 380      | 29 442          |
| Contea di Nambucca                        | Macksville                | 1 491      | 19 369          |
| Municipalità di Port Macquarie - Hastings | Port Macquarie            | 3 686,1    | 76 323          |
| Città di Albury                           | Albury                    | 313        | 51 112          |
| Contea di Balranald                       | Balranald                 | 21 699     | 2 476           |
| Contea di Berrigan                        | Berrigan                  | 2 067      | 8 644           |
| Contea di Conargo                         | Conargo                   | 8 751      | 1 689           |
| Contea di Corowa                          | Corowa                    | 2 324      | 11 773          |
| Municipalità di Deniliquin                | Deniliquin                | 130        | 7 633           |
| Contea di Greater Hume                    | Holbrook                  | 5 746      | 10 447          |
| Contea di Jerilderie                      | Jerilderie                | 3 375      | 1 674           |
| Contea di Murray                          | Mathoura                  | 4 345      | 7 319           |
| Contea di Tumbarumba                      | Tumbarumba                | 4 392      | 3 765           |
| Contea di Urana                           | Urana                     | 3 357      | 1 261           |
| Contea di Wakool                          | Moulamein                 | 7 520      | 4 389           |
| Contea di Wentworth                       | Wentworth                 | 26 269     | 7 120           |
| Contea di Carrathool                      | Goolgowi                  | 18 932,6   | 2 954           |
| Contea di Coolamon                        | Coolamon                  | 2 433      | 4 233           |
| Contea di Cootamundra                     | Cootamundra               | 1 524      | 7 729           |
| Città di Griffith                         | Griffith                  | 1 640      | 25 879          |
| Contea di Gundagai                        | Gundagai                  | 2 458      | 3 902           |
| Contea di Hay                             | Hay                       | 11 326     | 3 349           |
| Contea di Junee                           | Junee                     | 2 031      | 6 298           |
| Contea di Leeton                          | Leeton                    | 1 167      | 11 929          |
| Contea di Lockhart                        | Lockhart                  | 2 895,3    | 3 318           |
| Contea di Murrumbidgee                    | Darlington Point          | 3 504,6    | 2 557           |
| Contea di Narrandera                      | Narrandera                | 4 116      | 6 280           |
| Contea di Temora                          | Temora                    | 2 802      | 6 216           |
| Città di Wagga Wagga                      | Wagga Wagga               | 4 824      | 63 500          |
| Città di Cessnock                         | Cessnock                  | 1 966      | 51 706          |
| Contea di Dungog                          | Dungog                    | 2 251      | 8 673           |
| Contea di Gloucester                      | Gloucester                | 2 952      | 5 181           |
| Municipalità di Great Lakes               | Forster                   | 3 376      | 35 924          |
| Città di Lake Macquarie                   | Speers Point              | 644        | 200 849         |
| Città di Maitland                         | Maitland                  | 392        | 70 296          |
| Contea di Muswellbrook                    | Muswellbrook              | 3 406      | 16 676          |
| Città di Newcastle                        | Newcastle                 | 183        | 156 112         |
| Municipalità di Port Stephens             | Raymond Terrace           | 979        | 67 825          |
| Contea di Singleton                       | Singleton                 | 4 896      | 24 182          |
| Contea di Upper Hunter                    | Scone                     | 8 071      | 14 198          |
| Municipalità di Kiama                     | Kiama                     | 258        | 20 906          |
| Città di Shellharbour                     | Shellaharbour City Center | 147        | 67 797          |
| Città di Shoalhaven                       | Nowra                     | 4 568      | 96 967          |
| Contea di Wingecarribee                   | Moss Vale                 | 2 689      | 46 960          |
| Città di Wollongong                       | Wollongong                | 684        | 203 487         |
| Contea di Ballina                         | Ballina                   | 484        | 42 708          |
| Contea di Byron                           | Mullumbimby               | 566,7      | 32 378          |
| Municipalità di Kyogle                    | Kyogle                    | 3 589      | 9 877           |
| Città di Lismore                          | Goonellabah               | 1 290      | 45 917          |
| Municipalità di Richmond Valley           | Casino                    | 3 051      | 23 115          |
| Contea di Tweed                           | Murwillumbah              | 1 321      | 90 090          |
| Contea di Bega Valley                     | Bega                      | 6 280      | 33 925          |
| Contea di Bombala                         | Bombala                   | 3 945      | 2 617           |
| Contea di Boorowa                         | Boorowa                   | 2 579      | 2 478           |
| Contea di Cooma-Monaro                    | Cooma                     | 5 229      | 10 453          |
| Contea di Eurobodalla                     | Moruya                    | 3 422      | 37 714          |
| Municipalità di Goulburn Mulwaree         | Goulburn                  | 3 220      | 28 702          |
| Contea di Harden                          | Harden                    | 1 869      | 3 669           |
| Municipalità di Palerang                  | Bungendore                | 5 134      | 14 652          |
| Città di Queanbeyan                       | Queanbeyan                | 172        | 41 430          |
| Contea di Snowy River                     | Berridale                 | 6 030      | 8 188           |
| Contea di Tumut                           | Tumut                     | 4 566      | 11 480          |
| Contea di Upper Lachlan                   | Crookwell                 | 7 102      | 7 559           |
| Municipalità di Yass Valley               | Yass                      | 3 999      | 15 190          |
| Contea di Young                           | Young                     | 2 694      | 13 078          |
| Contea di Armidale Dumaresq               | Armidale                  | 4 235      | 25 855          |
| Municipalità di Glen Innes Severn         | Glen Innes                | 5 487      | 9 311           |
| Contea di Gunnedah                        | Gunnedah                  | 4 994      | 12 265          |
| Contea di Guyra                           | Guyra                     | 4 395      | 4 550           |
| Contea di Gwydir                          | Bingara                   | 9 452,8    | 5 425           |
| Contea di Inverell                        | Inverell                  | 8 606      | 16 841          |
| Contea di Liverpool Plains                | Quirindi                  | 5 086      | 7 965           |
| Contea di Moree Plains                    | Moree                     | 17 928     | 14 425          |
| Contea di Narrabri                        | Narrabri                  | 13 031     | 13 741          |
| Municipalità di Tamworth                  | Tamworth                  | 9 892,3    | 59 461          |
| Contea di Tenterfield                     | Tenterfield               | 7 332      | 7 071           |
| Contea di Uralla                          | Uralla                    | 3 230      | 6 287           |
| Contea di Walcha                          | Walcha                    | 6 267      | 3 299           |
| Municipalità di Bathurst                  | Bathurst                  | 3 820      | 39 915          |
| Contea di Bland                           | West Wyalong              | 8 560      | 6 410           |
| Contea di Blayney                         | Blayney                   | 1 525      | 7 259           |
| Contea di Cabonne                         | Molong                    | 6 026      | 13 351          |
| Contea di Cowra                           | Cowra                     | 2 810      | 12 957          |
| Contea di Forbes                          | Forbes                    | 4 720      | 9 748           |
| Contea di Lachlan                         | Condobolin                | 7 431      | 6 844           |
| Città di Lithgow                          | Lithgow                   | 4 551      | 21 094          |
| Municipalità di Mid-Western               | Mudgee                    | 8 737      | 22 860          |
| Contea di Oberon                          | Oberon                    | 3 659      | 5 438           |
| Città di Orange                           | Orange                    | 285        | 39 329          |
| Contea di Parkes                          | Parkes                    | 5 958      | 15 192          |
| Contea di Weddin                          | Grenfell                  | 3 410      | 3 780           |
| Contea di Bogan                           | Nyngan                    | 14 611     | 3 003           |
| Contea di Bourke                          | Bourke                    | 41 679     | 3 079           |
| Contea di Brewarrina                      | Brewarrina                | 19 188     | 1 910           |
| Contea di Cobar                           | Cobar                     | 44 065     | 5 178           |
| Contea di Coonamble                       | Coonamble                 | 9 926      | 4 314           |
| Città di Dubbo                            | Dubbo                     | 3 425      | 41 763          |
| Contea di Gilgandra                       | Gilgandra                 | 4 836      | 4 700           |
| Contea di Narromine                       | Narromine                 | 5 264      | 6 841           |
| Contea di Walgett                         | Walgett                   | 22 336     | 7 235           |
| Contea di Warren                          | Warren                    | 10 760     | 2 845           |
| Contea di Warrumbungle                    | Coonabarabran             | 12 380     | 10 330          |
| Municipalità di Wellington                | Wellington                | 4 113      | 8 875           |
| Città di Broken Hill                      | Broken Hill               | 170        | 19 818          |
| Contea di Central Darling                 | Wilcannia                 | 53 511     | 2 014           |
| Far West (unincorporated area)            |                           | 93 300     | 1 116           |
| Isola di Lord Howe (unincorporated area)  |                           | 14,55      | 348             |